# Барбудо чубатий
Барбудо чубатий (Trachyphonus vaillantii) — вид дятлоподібних птахів родини лібійних (Lybiidae).

## Поширення
Вид поширений в лісах, саванах, садах, лісових заростях і галерейних лісах в Анголі, Ботсвані, Бурунді, Демократичній Республіці Конго, Малаві, Мозамбіку, Намібії, Руанді, ПАР, Есватіні, Танзанії, Уганді, Замбії та Зімбабве.

## Спосіб життя
Трапляється групами з 4-5 птахів. Живиться комахами, фруктами, яйцями, іноді полює на гризунів. Вони моногамні та територіальні під час розмноження. Розмір території залежить від місця проживання. З вересня по грудень з інтервалом у добу відкладається від одного до п'яти яєць. Інкубація триває від 13 до 17 днів, починаючи з другого або третього яйця. Насиджує самиця. Пташенята вилуплюються голі та сліпі. Їх годують комахами обоє батьків. Фекальний матеріал регулярно видаляється. Пташенята вилітають з гнізда приблизно через 31 день. За період розмноження може бути до п'яти кладок.